# 福良梱包
株式会社福良梱包（ふくよしこんぽう）は福島県福島市庄野の福島西工業団地内にある企業である。主に段ボール製品の製作・販売・配送を行う。
その他の梱包材や梱包用資材等の取り扱いを幅広く行う。

## 沿革
- 昭和48年9月 「株式会社 福永」から車輌部門(運送業)・下請部門として独立。
- 昭和58年6月 福島市桜木町から福島市鎌田に移転。
- 平成2年4月 福島市鎌田から現・福島市庄野に株式会社 福永と同時に新築移転。
- 平成25年9月 「株式会社 福良梱包」は創立40周年を迎えた。
- 令和５年9月 「株式会社 福良梱包」は創立50周年を迎えた。

## 製品
- ダンポスト(段ボール製、生ごみ処理機)[1]
- なんだ？ベッド(段ボール製、ローベッド)
- 飛沫防止 安心パネル(段ボール製、飛沫拡散防止パネル ※透明部はＰＥＴ素材)
- 災害避難セット(段ボール製、ベッド・パーティション・敷シート)
- Myリトルオフィス(段ボール製、デスクパーティション)
- ワクチン接種パネル(段ボール製、集団接種用、大型パネル)
- バス座席用パーティション(段ボール製、乗客座席用)
- MyリトルBOX(段ボール製、１人用 防音ブース、デスク付・上部に小棚あり)